# Micromus
Micromus es un género de insectos neurópteros en la familia Hemerobiidae. Estos insectos pequeños, que miden unos 4 a 10 mm de largo, habitan por todo el mundo. Al igual que la mayoría de los neurópteros, tanto las larvas como los adultos son depredadores, principalmente comiendo ácaros, insectos escamas, psílidos, pulgones, trips y los huevos de lepidópteros y moscas blancas. La especie Micromus tasmaniae ha sido criada en grandes cantidades para control de pestes en Australia.

## Especies
Existen más de 80 especies en este género, y posiblemente alrededor de unas 170.

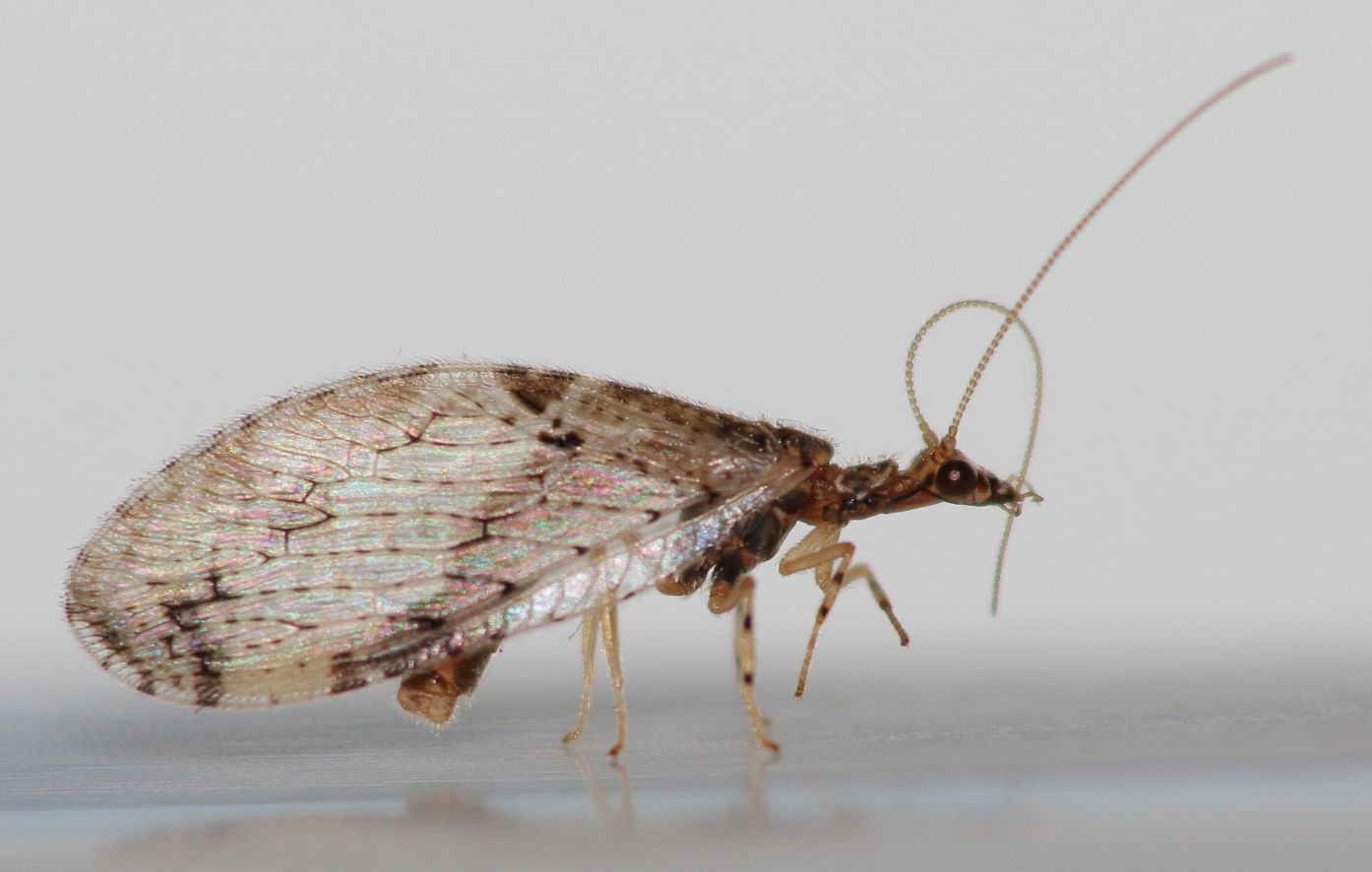
Micromus africanus
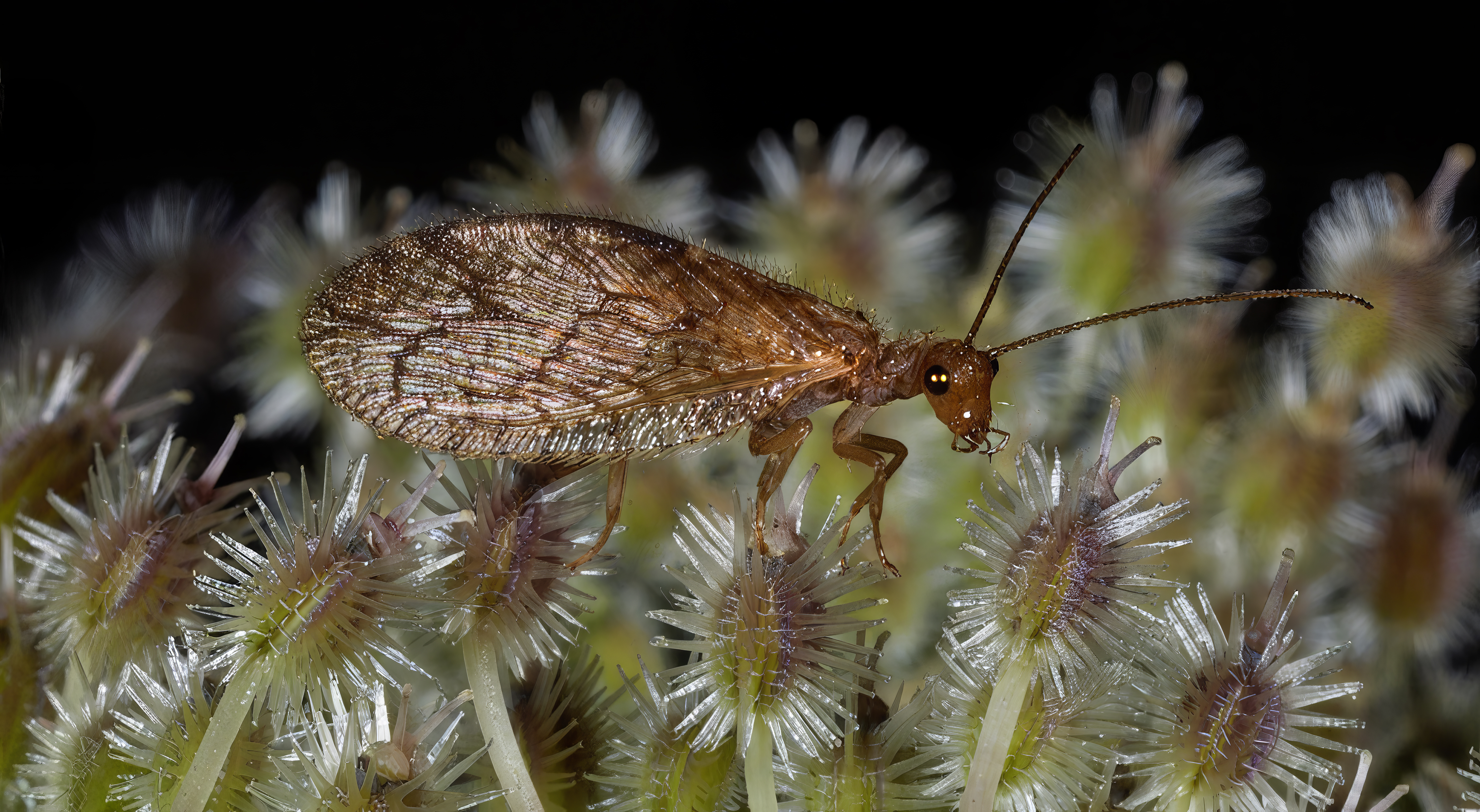
Micromus angulatus
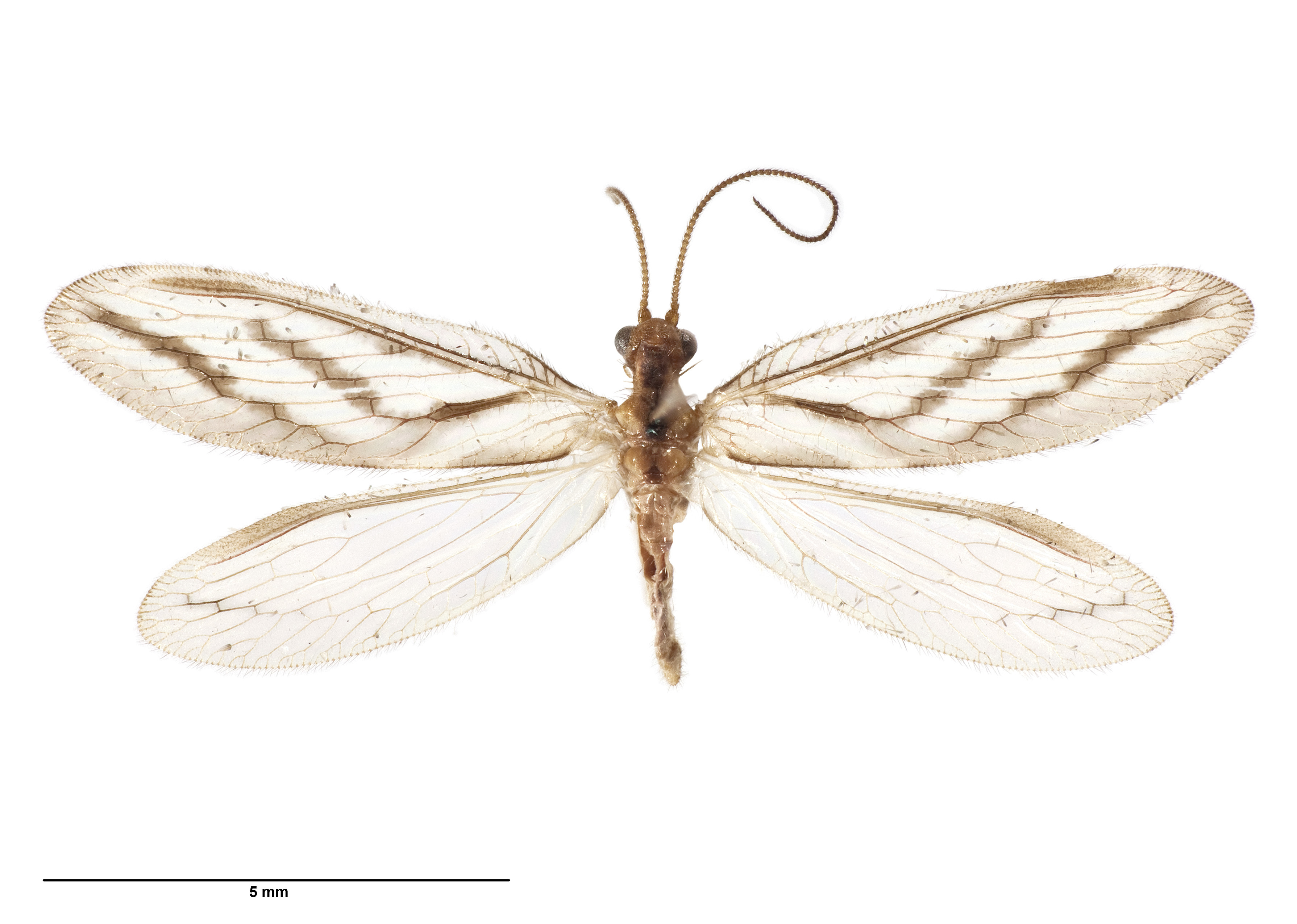
Micromus bifasciatus
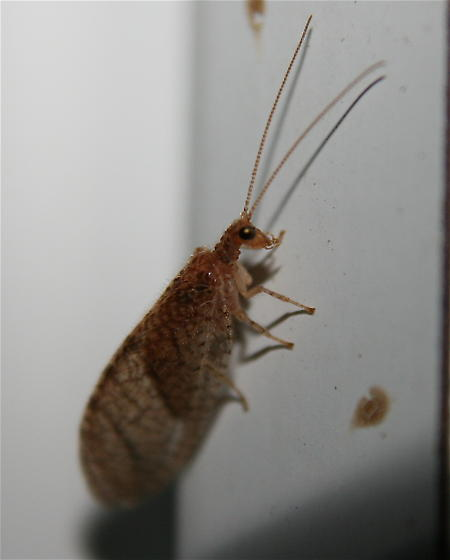
Micromus posticus
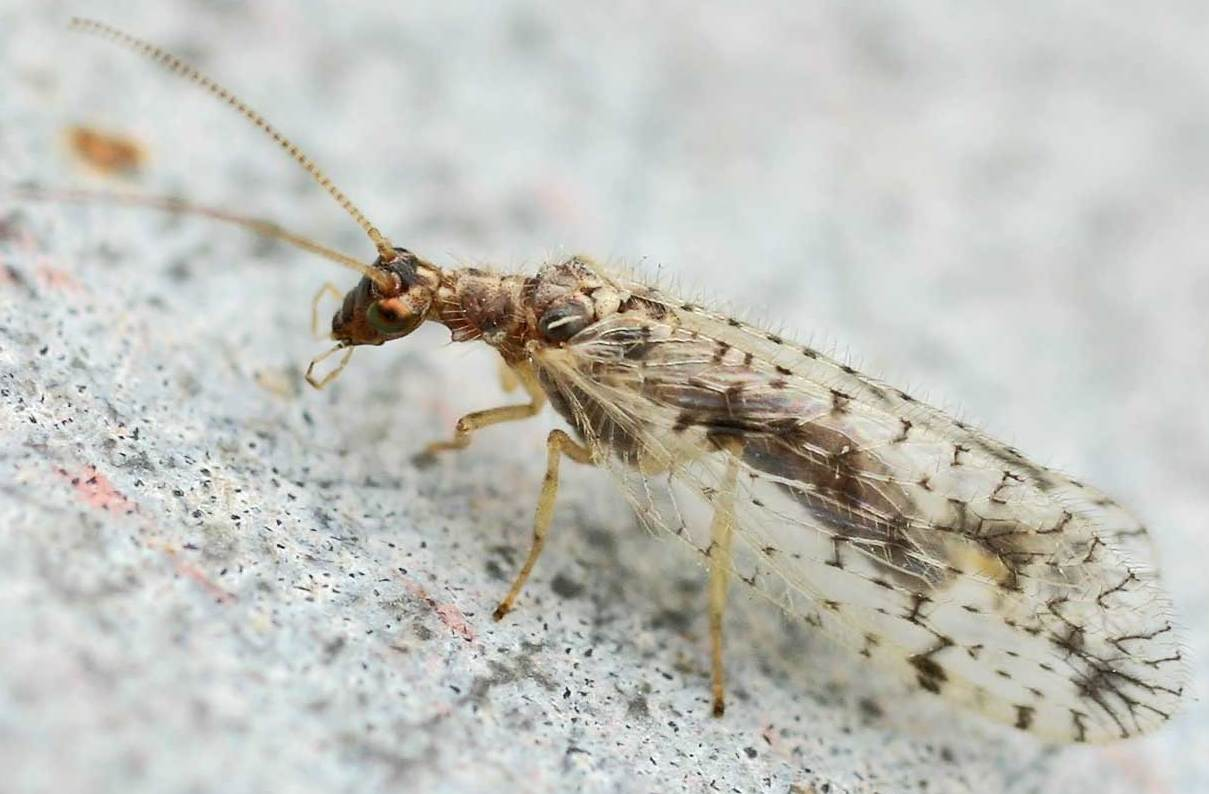
Micromus variegatus
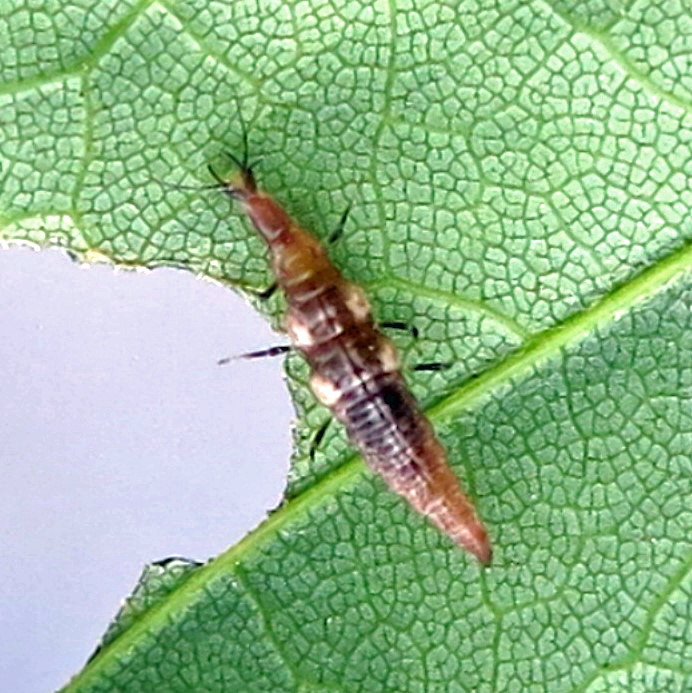
Larva campodeiforme de Micromus posticus